# Avioth
Avioth település Franciaországban, Meuse megyében. Lakosainak száma 120 fő (2022. január 1.). Avioth Breux, Montmédy, Thonne-la-Long és Thonnelle községekkel határos.

## Népesség
A település népességének változása:
| Lakosok száma | 152  | 103  | 122  | 120  | 136  | 140  | 144  | 151  | 141  | 120  |
|               | 1968 | 1982 | 1990 | 2006 | 2013 | 2015 | 2017 | 2019 | 2020 | 2022 |